# Loix
Loix település Franciaországban, Charente-Maritime megyében. Lakosainak száma 742 fő (2022. január 1.). Loix Ars-en-Ré és La Couarde-sur-Mer községekkel határos.

## Népesség
A település népességének változása:
| Lakosok száma | 439  | 433  | 561  | 703  | 677  | 700  | 729  | 734  | 735  | 742  |
|               | 1968 | 1982 | 1990 | 2006 | 2013 | 2015 | 2017 | 2019 | 2020 | 2022 |